# Brněnské kolo

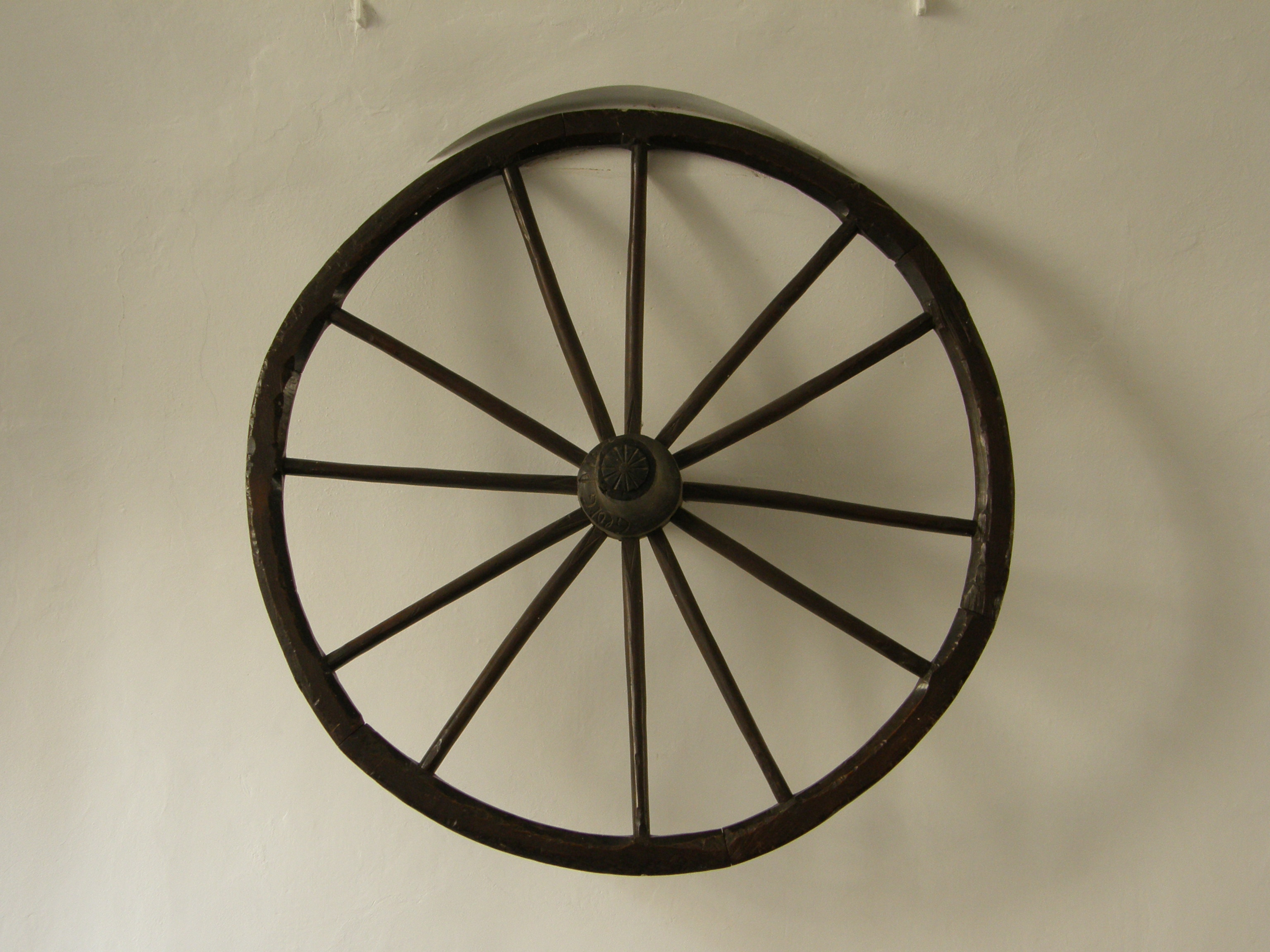
Kolo na Staré radnici

Brněnské kolo je jedním z brněnských symbolů. Visí v průjezdu budovy brněnské Staré radnice.

## Pověsti
Podle pověsti si 14. května 1635 v lednické hospodě sousedé při víně vychvalovali každý své řemeslo a svou zručnost. Kolářský mistr Georg Birck nevěděl nic lepšího, než se vsadit o 12 tolarů, že v jednom dni, od slunce východu do slunce západu, porazí v lese strom, udělá z něho kolo a dokutálí ho až do (54 km vzdáleného) Brna. A vyhrál. Kolo před slunce západem dokutálel na Starou radnici, k purkmistrovi Gabrielu Schrammovi. Ten nakonec nechal kolo se jménem kolářského mistra vyrytým uprostřed pověsit v průchodu Staré radnice, kde visí dodnes. Lidé pak věřili, že mu s prací pomáhal čert.
Jiná méně známá pověst vypráví o neprávem uvězněném kolářském učni, který za jednu noc vyrobil kolo z vězeňské dřevěné pryčny. To pak ráno předal žalářníkovi na důkaz své neviny.

## Popis
Dřevěné loukoťové kolo o průměru 144 cm, se dvanácti 68 cm dlouhými asymetricky rozmístěnými paprsky zasazenými do nesoustružené hlavy vyrobené z kmene mladého, asi 30 cm silného stromu; na nich je nasazeno šest loukotí tvořících obvod kola; kolo je neokované. Průzkum, kterému bylo kolo podrobeno, pověst částečně zpochybnil: kolo nebylo vyrobeno z jednoho druhu dřeva ani z dřeva čerstvého, pracovní stopy pak dokládají výrobu v dílně. Je tedy zjevné, že kolář si strom sám neporazil ani kolo z něj nevyrobil na místě. Paprsky byly lepeny směsí tvarohu a hašeného vápna v poměru 1:1. Ve středu kola je vyryt podpis Georg Birck.
Experimentálně – každoročním kutálením kola z Lednice do Brna ve výroční den – je prokázáno, že je možno uvedenou trasu v jednom dni i s kolem urazit.